# Europaparlamentsvalet i Malta 2004
Europaparlamentsvalet i Malta 2004 ägde rum lördagen den 12 juni 2004. Totalt var 304 283 personer röstberättigade i valet om de fem mandat som Malta hade tilldelats innan valet. Malta var inte uppdelat i några valkretsar, utan fungerade som en enda valkrets i valet. I valet tillämpade landet ett valsystem med enkel överförbar röst utan någon spärr för småpartier. Systemet med enkel överförbar röst innebar att varje väljare kunde rangordna kandidaterna i preferensordning. Röster som hade avlagts på en kandidat som inte valdes, överfördes till väljarnas andrahandsval. Om inte heller den kandidaten valdes, överfördes rösterna till tredjehandsvalet, och så vidare. Valet var det första Europaparlamentsvalet som hölls i Malta, som hade anslutit sig till unionen den 1 maj 2004.
Oppositionspartiet Partit Laburista var valets vinnare och erhöll nästan hälften av rösterna, vilket innebar tre mandat. Partit Nazzjonalista kom på andra plats med nästan 40 procent av rösterna. Även om det gröna partiet Alternattiva Demokratika fick nära tio procent av rösterna, räckte detta inte för att partiet skulle få ett mandat. Därmed befästes Maltas utpräglade tvåpartisystem även i Europaparlamentsvalet. Valet innebar också en revansch för Partit Laburista, som hade förlorat det nationella parlamentsvalet året innan.
Valdeltagandet var högt, över 80 procent. Det var det tredje högsta valdeltagandet på nationell basis i Europaparlamentsvalet 2004. Endast Belgien och Luxemburg hade ett högre valdeltagande, men båda dessa medlemsstater tillämpade obligatoriskt valdeltagande till skillnad från Malta. Valdeltagandet var också ett av de högsta av alla Europaparlamentsval sedan 1979. För att vara ett maltetiskt val var dock valdeltagandet lågt, och kan jämföras med valdeltagandet på 95 procent i det nationella parlamentsvalet 2003.

## Valresultat
| |         |  |         |        |
| | Andel   |  | Antal   | Mandat |
| Partit Laburista                                                                                   | 48,42 % |  | 118 983 | 3      |
| Partit Laburista                                                                                   |         |  |         |        |
| Partit Nazzjonalista                                                                               | 39,76 % |  | 97 688  | 2      |
| Partit Nazzjonalista                                                                               |         |  |         |        |
| Övriga partier och kandidater                                                                      | 11,82 % |  | 29 051  | 0      |
| Övriga partier och kandidater                                                                      |         |  |         |        |
| Ogiltiga och blanka röster                                                                         | 1,98 %  |  | 4 969   | 0      |
| Ogiltiga och blanka röster                                                                         |         |  |         |        |
| Valdeltagande                                                                                      | 82,39 % |  | 250 691 | 5      |
| Valdeltagande                                                                                      |         |  |         |        |
| Antal röstberättigade 304 283 02 EPP-ED 03 PES 00 ALDE 00 G/EFA 00 GUE/NGL 00 IND/DEM 00 UEN 00 NI |         |  |         |        |